# Айтекебійський район
Айтекебі́йський район (каз. Әйтеке би ауданы, рос. Айтекебийский район) — адміністративна одиниця у складі Актюбінської області Казахстану. Адміністративний центр — село Темірбека Жургенева.

## Населення
Населення — 20884 особи (2021; 25723 у 2009, 34628 у 1999, 39549 у 1989).
Національний склад (станом на 2016 рік):
- казахи — 24824 особи (93,63%)
- росіяни — 1062 особи (4,01%)
- українці — 244 особи
- татари — 116 осіб
- білоруси — 56 осіб
- башкири — 39 осіб
- молдовани — 35 осіб
- німці — 34 особи
- чеченці — 18 осіб
- чуваші — 16 осіб
- корейці — 14 осіб
- мордва — 9 осіб
- азербайджанці — 8 осіб
- марійці — 8 осіб
- узбеки — 2 особи
- вірмени — 2 особи
- болгари — 1 особа
- інші — 24 особи

## Історія
- 1966 року був утворений Комсомольський район.
- Станом на 1989 рік у складі району перебували Баскудуцька, Восточна, Джамбульська, Жабасацька, Комсомольська, Кумкудуцька, Псковська, Саратська, Талдисайська, Теренсайська, Урожайна, Ушкаттинська сільради.
- 1993 року район був перейменований у Богеткольський район, одночасно існував Айтекебійський район (колишній Карабутацький район).
- 1997 року район був перейменований в сучасну назву[5].

### Карабутацький район
- 21 жовтня 1921 року був утворений Карабутацький район із частини Іргізького району Актюбінської губернії.
- 24 липня 1922 року район був ліквідований, територія повернута до складу Іргізького району.
- 1928 року район був відновлений у складі Актюбінського округу.
- У липні 1930 року район був ліквідований, територія розподілена між Іргізьким та Челкарським районами.
- 29 грудня 1935 року район відновлений у складі Актюбінської області із частини Іргізького району.
- Станом на 1989 рік у складі району перебували Аккольська, Аралтогайська, Богетсайська, Кайрактинська, Карабутацька, Кизилжулдузька, Тасоткельська сільради.
- 4 травня 1993 року район був перейменований в Айтекебійський район.
- 17 червня 1997 року район був ліквідований, територія розподілена між Богеткольським (Аккольська, Аралтогайська, Кайрактинська, Карабутацька, Кизилжулдузька сільради) та Хромтауським (Богетсайська, Тасоткельська сільради) районами[6]. Того ж дня Богеткольський район був перейменований в Айтекебійський.

## Склад
До складу району входять 15 сільських округів:
| Поселення                           | Площа, км² | Населення, осіб (1989) | Населення, осіб (1999) | Населення, осіб (2009) | Населення, осіб (2021) | Центр               | Населені пункти |
| ----------------------------------- | ---------- | ---------------------- | ---------------------- | ---------------------- | ---------------------- | ------------------- | --------------- |
| Айкенський сільський округ          | 2558,99    | 3637                   | 3086                   | 2009                   | 1573                   | Айке                | 2               |
| Аккольський сільський округ         | 1800,05    | 1743                   | 1197                   | 695                    | 469                    | Акколь              | 1               |
| Актастинський сільський округ       | 4021,62    | 2095                   | 1834                   | 1216                   | 545                    | Актасти             | 2               |
| Аралтогайський сільський округ      | 2474,10    | 3299                   | 2490                   | 1868                   | 1513                   | Аралтогай           | 4               |
| Жабасацький сільський округ         | 3834,16    | 2582                   | 2168                   | 1678                   | 1011                   | Жабасак             | 3               |
| Жамбильський сільський округ        | 1363,36    | 1502                   | 1277                   | 838                    | 529                    | Жамбил              | 1               |
| Кайрактинський сільський округ      | 3766,05    | 1090                   | 554                    | 352                    | 224                    | Талдик              | 1               |
| Карабутацький сільський округ       | 2627,94    | 7205                   | 5487                   | 3546                   | 3060                   | Карабутак           | 4               |
| Кизилжулдузький сільський округ     | 1308,64    | 1752                   | 1522                   | 754                    | 694                    | Аралтобе            | 1               |
| Кумкудуцький сільський округ        | 1859,66    | 2247                   | 2560                   | 1541                   | 988                    | Кумкудук            | 1               |
| Саратський сільський округ          | 2432,04    | 1391                   | 1169                   | 781                    | 433                    | Сарат               | 1               |
| Сулукольський сільський округ       | 969,60     | 889                    | 1162                   | 731                    | 407                    | Сулуколь            | 1               |
| Темірбека Жургенева сільський округ | 2288,10    | 6575                   | 7155                   | 7754                   | 8506                   | Темірбека Жургенева | 2               |
| Тумабулацький сільський округ       | 5051,44    | 2534                   | 2010                   | 1400                   | 718                    | Тумабулак           | 2               |
| Ушкаттинський сільський округ       | 32,93      | 1008                   | 957                    | 560                    | 214                    | Ушкатти             | 1               |

## Найбільші населені пункти
Населені пункти з чисельністю населення понад 1000 осіб:
| № | Населений пункт     | Населення, осіб (1989) | Населення, осіб (1999) | Населення, осіб (2009) | Населення, осіб (2021) |
| - | ------------------- | ---------------------- | ---------------------- | ---------------------- | ---------------------- |
| 1 | Темірбека Жургенева | 4 503                  | 5 065                  | 5 909                  | 7 167                  |
| 2 | Карабутак           | 4 995                  | 3 892                  | 2 601                  | 2 251                  |
| 3 | Талдисай            | 1 697                  | 1 732                  | 1 646                  | 1 339                  |